# Punto di accumulazione
In matematica il punto di accumulazione è uno dei concetti principali dell'analisi matematica e della topologia.

## Definizione
Dato l'insieme {\displaystyle A\subset \mathbb {R} } e {\displaystyle x_{0}\in \mathbb {R} } (non interessa che {\displaystyle x_{0}} appartenga ad {\displaystyle A} o meno), si dice che {\displaystyle x_{0}} è punto di accumulazione per l'insieme {\displaystyle A} se in ogni intorno {\displaystyle I(x_{0})} di {\displaystyle x_{0}} esiste almeno un elemento {\displaystyle x} diverso da {\displaystyle x_{0}} e appartenente ad {\displaystyle A}. In formule:
{\displaystyle \forall I(x_{0})\,\exists x\in A:x\in I(x_{0})\setminus \{x_{0}\}.}
Intuitivamente questo significa che arbitrariamente vicino a {\displaystyle x_{0}} ci sono sempre punti di {\displaystyle A} (diversi da {\displaystyle x_{0}}).
La definizione di punto di accumulazione è la negazione di quella di punto isolato.

## Generalizzazioni
La nozione di punto di accumulazione è generalizzata agli spazi metrici e topologici; in entrambi i casi un punto {\displaystyle x_{0}} è di accumulazione per un insieme {\displaystyle S} se l'insieme {\displaystyle S} contiene punti "arbitrariamente vicini" ad {\displaystyle x_{0}}. La nozione di "arbitrariamente vicino" è formalizzata in modo appropriato, a seconda che lo spazio sia munito di una metrica o soltanto di una topologia.

### Spazi topologici
In topologia un punto {\displaystyle x_{0}} appartenente ad uno spazio topologico {\displaystyle (X,T)} è un punto di accumulazione per un sottoinsieme {\displaystyle S} di {\displaystyle X} se qualsiasi aperto {\displaystyle A} contenente {\displaystyle x_{0}} interseca {\displaystyle S} in almeno un punto diverso da {\displaystyle x_{0}}. In simboli:
{\displaystyle \forall A\in T{\text{ tale che }}x_{0}\in A:\ (A\setminus \lbrace x_{0}\rbrace )\cap S\not =\varnothing .}

### Spazi metrici
In uno spazio metrico, se si considera la topologia naturale indotta dalla metrica, la definizione introdotta precedentemente è equivalente alla seguente:
{\displaystyle \forall r>0:(D(x_{0},r)\setminus \lbrace x_{0}\rbrace )\cap S\not =\varnothing ,}
dove {\displaystyle D(x_{0},r)} è la palla di raggio {\displaystyle r} e centro {\displaystyle x_{0}}. In altre parole, ogni palla centrata in {\displaystyle x_{0}} interseca {\displaystyle S} in qualche punto diverso da {\displaystyle x_{0}}.
Nel caso di spazi metrici, se {\displaystyle x_{0}} è punto di accumulazione per {\displaystyle S}, allora è possibile trovare punti di {\displaystyle S}, distinti da {\displaystyle x_{0}} a distanza arbitrariamente piccola da {\displaystyle x_{0}}. Dunque in ogni intorno di {\displaystyle x_{0}} cadono infiniti punti di {\displaystyle S}.

## Nozioni correlate
L'insieme dei punti di accumulazione di {\displaystyle S} è detto insieme derivato di {\displaystyle S} e si indica di solito con {\displaystyle S'}.